# Triple Dynamite
《Triple Dynamite(0CD VS Gaeko)》는 2009년 9월 24일 발매된 다이나믹 듀오의 싱글 앨범이다.

## 수록곡
1. 미안해 (0CD VS Gaeko)